# Grupa alkilowa

Cząsteczka octanu etylu, zawierająca grupy alkilowe: metylową \sCH3 (jako fragment grupy acetylowej) i etylową \sCH2CH3

Grupa alkilowa, potocznie alkil – fragment organicznego związku chemicznego, jednowartościowa grupa utworzona formalnie przez oderwanie jednego atomu wodoru od cząsteczki alkanu. Oznacza się ją często literą R (symbol „R”, od ang. residue, nie jest jednak dla niej zarezerwowany i może symbolizować dowolną grupę funkcyjną), a jej wzór ogólny to CnH2n+1.
Najprostszą z nich jest grupa metylowa (−CH
3):

(W tym wzorze R to pozostała część związku chemicznego.)
Podobnie jak alkany, grupy alkilowe mogą być liniowe, rozgałęzione oraz cykliczne. W przypadku alkilowych grup cyklicznych wzór ogólny przedstawia się następująco: CnH2n−1.
Grupy alkilowe występują powszechnie w ogromnej większości związków organicznych, stanowiąc ich podstawowy budulec.
Grupy alkilowe są niereaktywne w większości reakcji chemicznych, jednak ze względu na stosunkowo duże rozmiary ich obecność decyduje o konformacji cząsteczek, a także stereochemii i kinetyce reakcji chemicznych.

## Przykłady grup alkilowych
Nazwy grup alkilowych i ich macierzyste alkany:
- metan, CH
4:
  - grupa metylowa (metyl, Me), −CH
3
- etan, CH
3CH
3:
  - grupa etylowa (etyl, Et), −CH
2CH
3 lub −C
2H
5
- propan, CH
3CH
2CH
3:
  - grupa propylowa (n-propylowa, propyl, n-propyl, Pr), −CH
2CH
2CH
3 lub −C
3H
7[b]
  - grupa izopropylowa (izopropyl, i-Pr, Pri), −CH(CH
3)
2 lub −C
3H
7[b]
- butan, CH
3CH
2CH
2CH
3:
  - grupa butylowa (n-butylowa, butyl, n-butyl, Bu), −CH
2CH
2CH
2CH
3 lub −C
4H
9[b]
  - grupa sec-butylowa (sec-butylowa, sec-butyl), −CH(CH
3)(CH
2CH
3) lub −C
4H
9[b]
- izobutan (2-metylopropan), CH(CH
3)
3:
  - grupa tert-butylowa (t-butylowa, t-butyl, But), −C(CH
3)
3 lub −C
4H
9[b]
  - grupa izobutylowa (izobutyl, Bui), −CH
2CH(CH
3)
2 lub −C
4H
9[b]
- cykloheksan,  (CH
2)
6:
  - grupa cykloheksylowa, −C
6H
11